# Taiwan (insulă)
Taiwan sau Formosa  (în chineză: 臺灣) este o insulă situată în sud-estul Chinei continentale, la sud de Japonia și la nord de Filipine, fiind mărginit la est de oceanul Pacific, la sud de marea Chinei de Sud, la vest de strâmtoarea Taiwan și la nord de marea Chinei de Est.
Din punct de vedere politic, inusla Taiwan face parte Republica Chineză și este administrată de conducerea acesteia încă din 1945. De facto, Republica Chineză are independență administrativă și politică în raport cu China continentală, dar indepentența sa nu a fost niciodată proclamată. Prin urmare este considerată de ONU ca o provincie a Republicii populare Chineze.
Insula formează trei sferturi din teritoriul provinciei Taiwan administrată de guvernul taiwanez. 
Taiwanul a fost guvernat oficial de China între 1885 și 1895, dar apoi a fost cedat Japoniei, prin tratatul de la Shimonoseki (1895), în urma primului război Sino-Japonez.

## Orașe
- Nord : Taipei, Noul Taipei (care cuprinde orașele Panchiao, Chunghe, Sanchong, Yungho, Hsinchuang, etc.), Keelung, Taoyuan-Chungli, Hsinchu, Miaoli
- Nord-est : Yilan
- Centru : Taichung, Changhua, Yunlin, Nantou
- Sud : Chiayi, Tainan, Kaohsiung, Fengshan, Pingtung
- Est : Hualien, Taitung

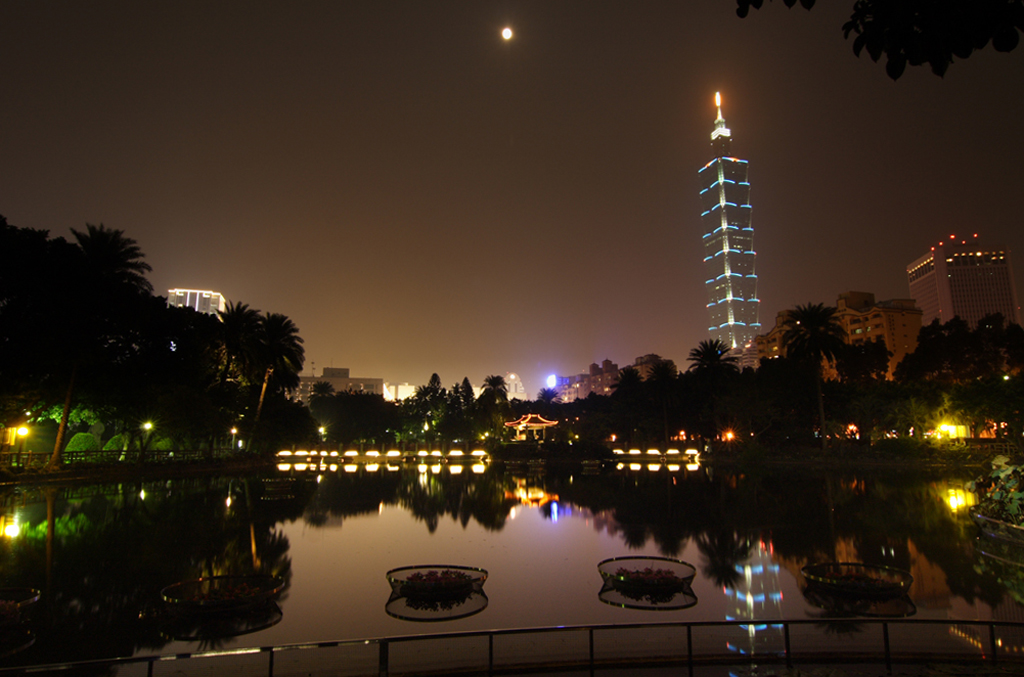
La tour Taipei 101, plus haut gratte-ciel du monde de 2004 à 2010, vue du parc du Mémorial Sun Yat-sen.
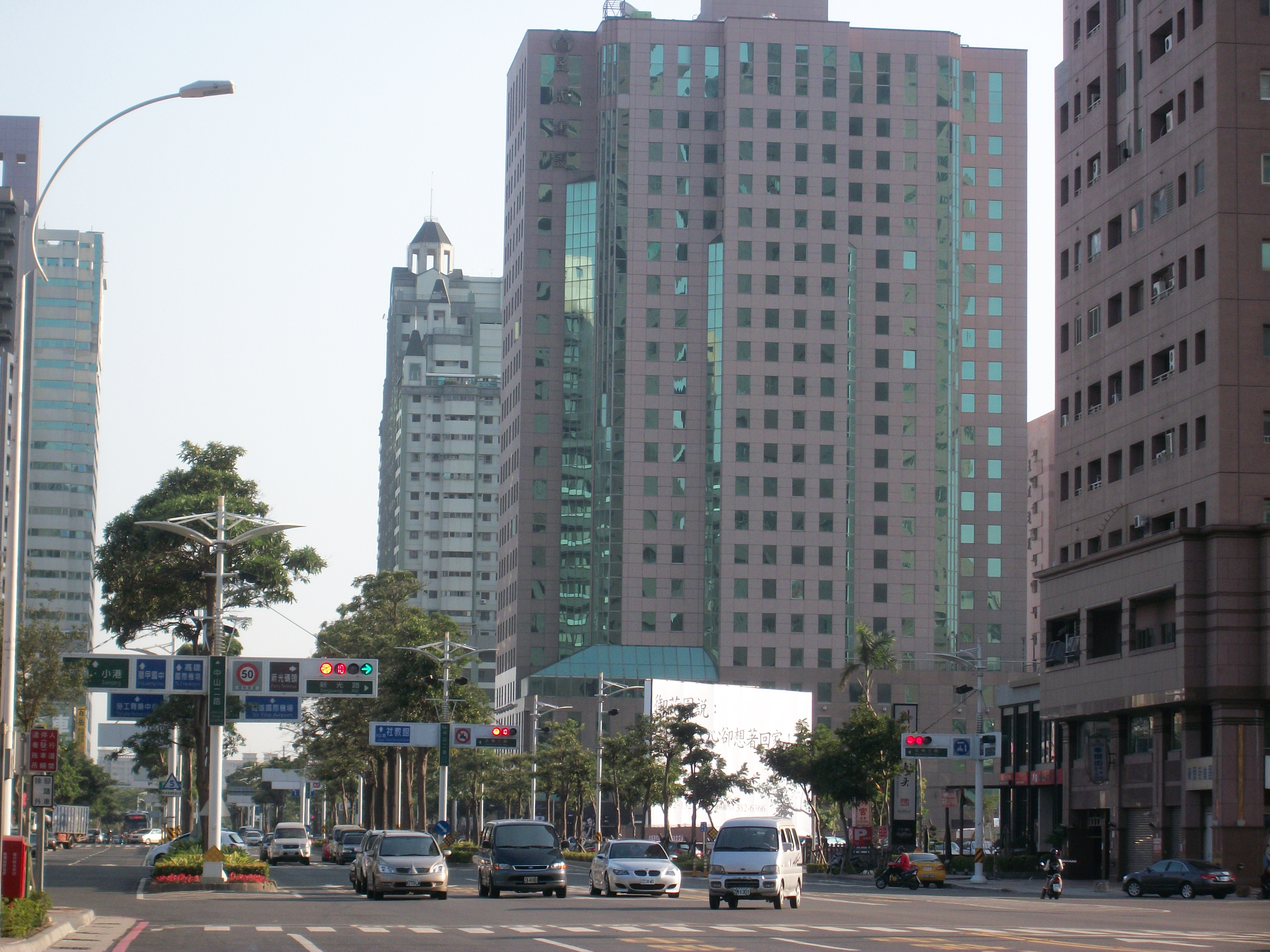
L'avenue Jhongshan à Kaohsiung